# Ceuta
Ceuta (pronunție în spaniolă [ˈθewta]) este o exclavă spaniolă pe coasta marocană a Africii (la fel ca și exclava Melilla). Are suprafața de 18,5 km² și se află pe coasta Mării Mediterane, lângă Strâmtoarea Gibraltar. 
În antichitate se numea Abyla (denumire dată de cartaginezi).
Aceasta, împreună cu muntele Calpe din Peninsula iberică, formează Strâmtoarea Gibraltar, cunoscută în vechime sub denumirea de Coloanele lui Hercule.
Orașul a devenit renumit datorită faptului că pe aici mulți emigranți clandestini africani încearcă să pătrundă pe teritoriul spaniol și, implicit, în Uniunea Europeană.

## Geografie
Ceuta este un oraș autonom din Spania, situat pe malul african nordic intre Strâmtoarea Gibraltar și mica peninsulă Almina în partea de est. Se învecinează la nord, est și sud cu Marea Mediterană, la vest și sud-vest cu Marocul (Frontieră de 6,3 km), cu prefecturile și M'Diq Anjra Fahs-Fnideq, ambele aparținând nordul Marocului. Conform statisticolor de la 1 ianuarie 2010 populația este de 80.570 de locuitori și densitatea de 4.240 loc. pe km². Teritoriul său acoperă o suprafață de 19 km², iar oamenii care trăiesc în Ceuta aparțin în principal religiei creștine și musulmane, dar există și o populație de evrei și într-o măsură mai mică, indieni. Zonele urbane sunt situate în istm. Centrul orașului si cartierele mai mari sunt situate în apropiere de port și pantele Muntelui Hacho. Datorită situării strategice a portului Ceuta are un rol important în trecerea prin strâmtoare, precum și în comunicațiile între Marea Mediterană și Oceanul Atlantic.

## Poziție strategică
Ceuta deține statutul de port liber de unde și avantajele fiscale care favorizează comerțul. Cu toate acestea, nivelul învățământului superior, în continuare depinde de Universitatea din Granada și este legal atașat la delimitarea de Tribunal Superior de Justicia de Andalucía, Ceuta și Melilla, situate în Granada. Guvernul marocan susține că orașele Ceuta și Melilla fac parte din teritoriului său, împreună cu alte teritorii minore spaniole din Africa de Nord. Guvernul Spaniei nu a purtat niciodată niciun fel de negociere, și consideră Ceuta parte din teritoriul național spaniol.

## Galerie de imagini

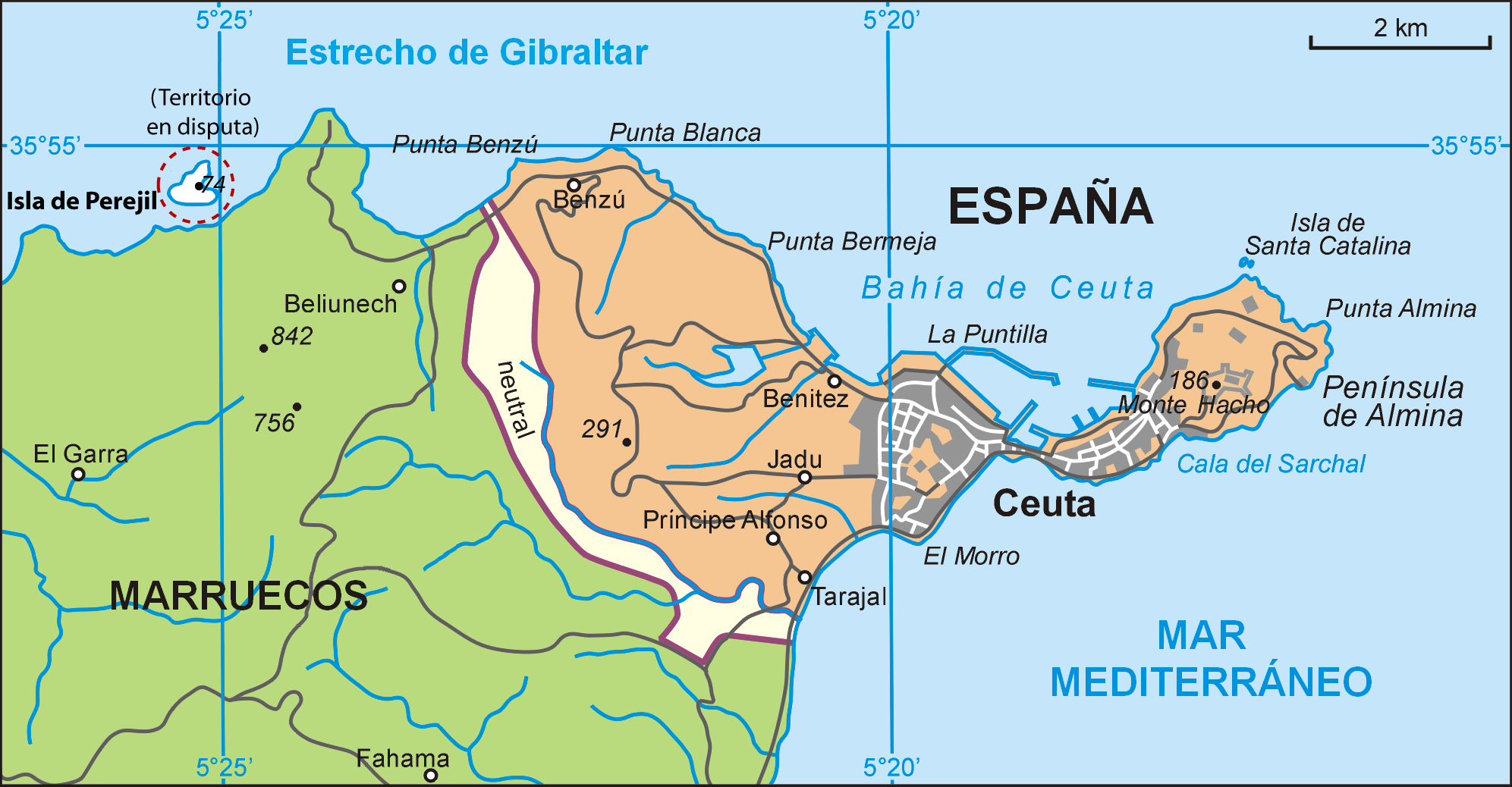
Orașul Ceuta și împrejurimile sale
Ceuta în Africa
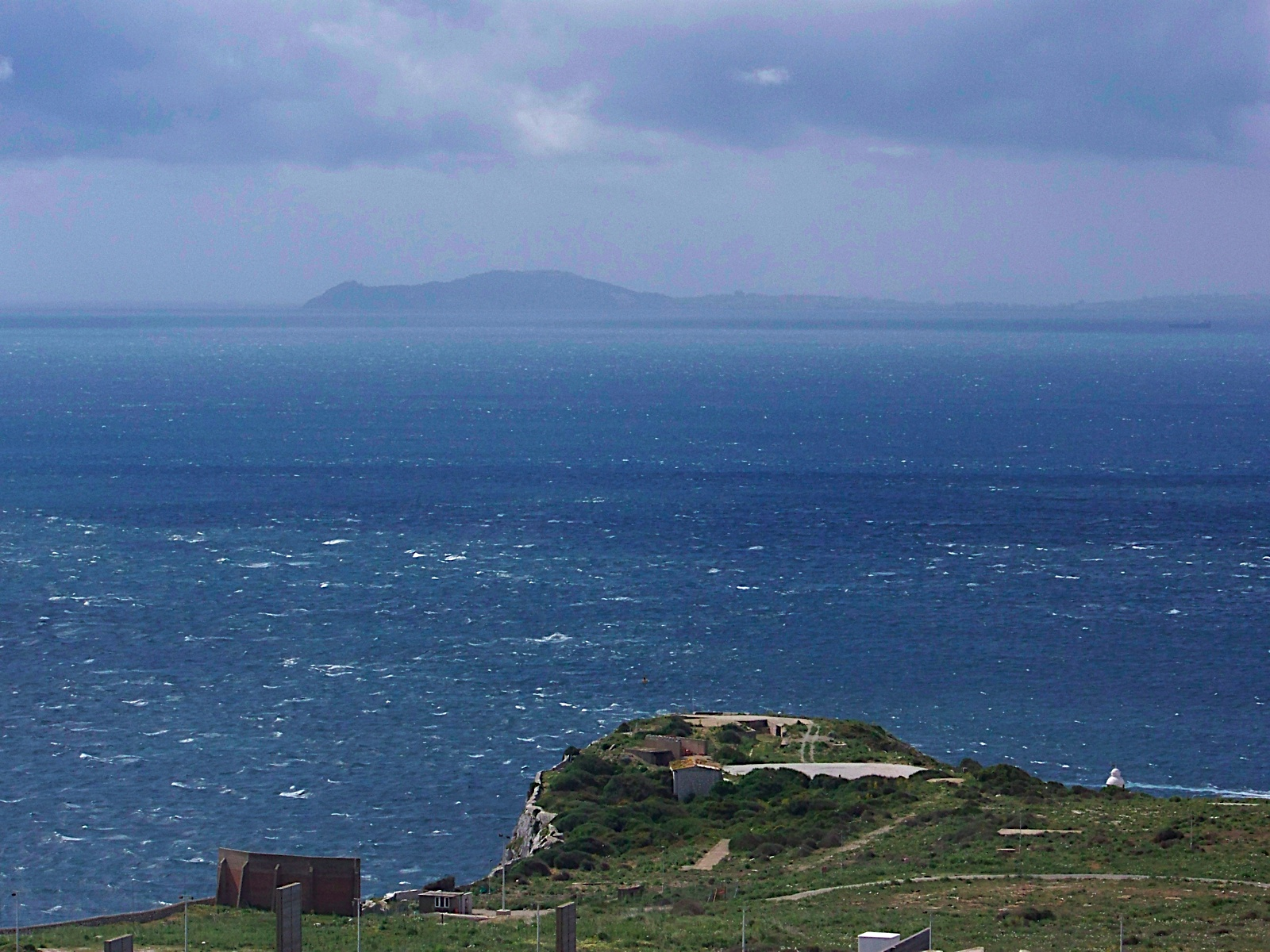
Orașul văzut dinspre Gibraltar
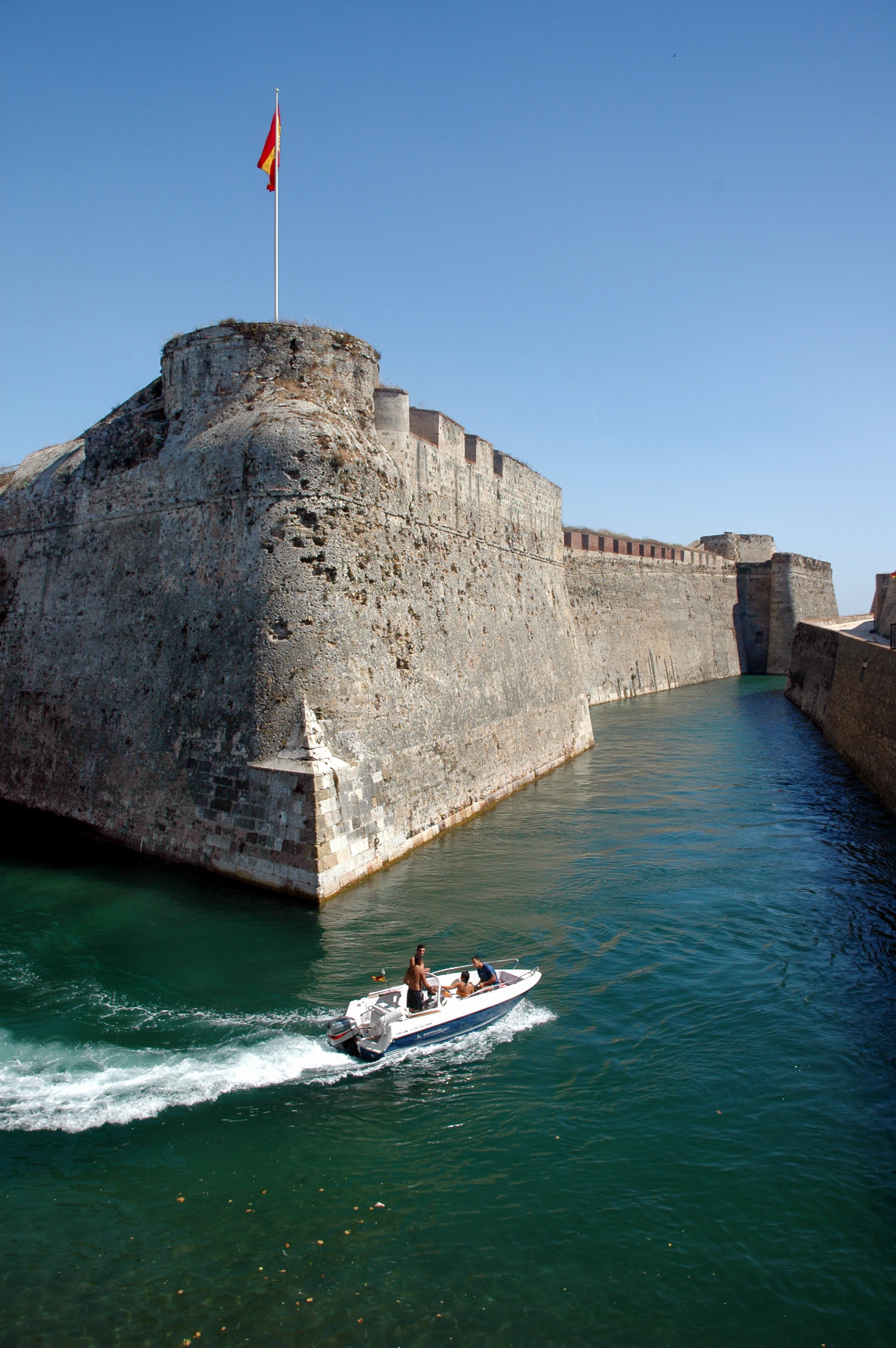
Castelul Regal și șanțul San Felipe
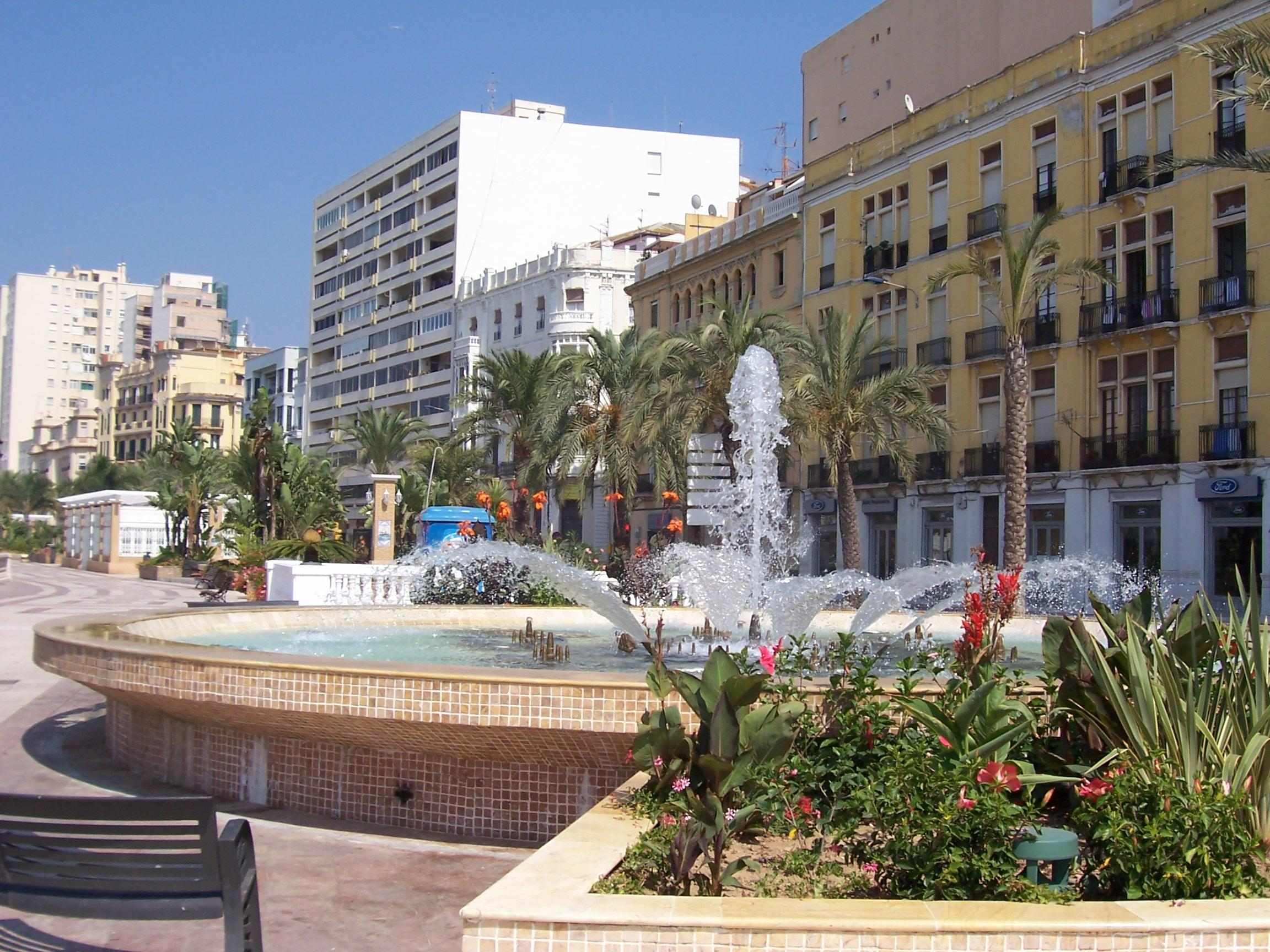
Centrul orașului
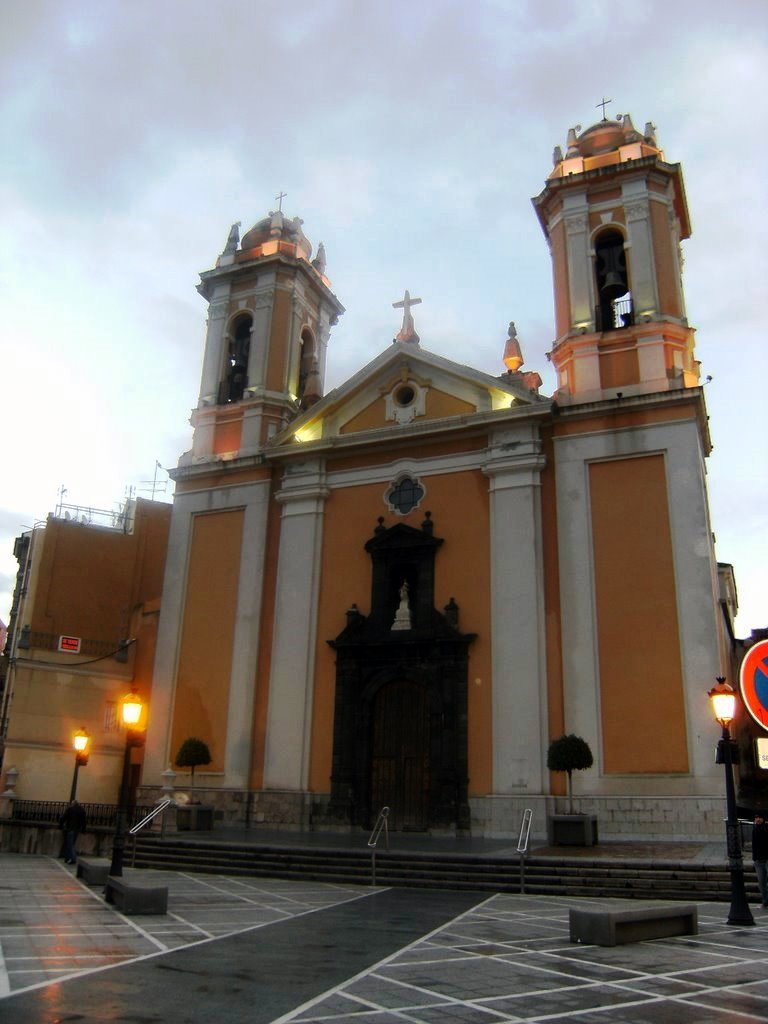
Catedrala Adormirii Maicii Domnului din Ceuta
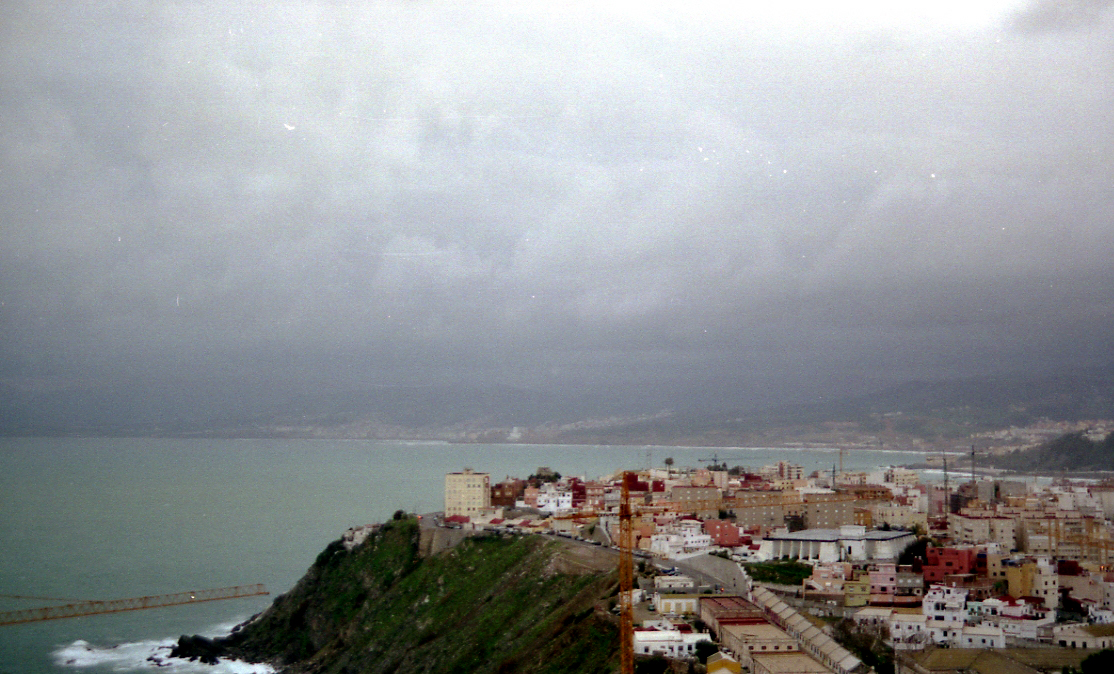
Ceuta veghează asupra mării
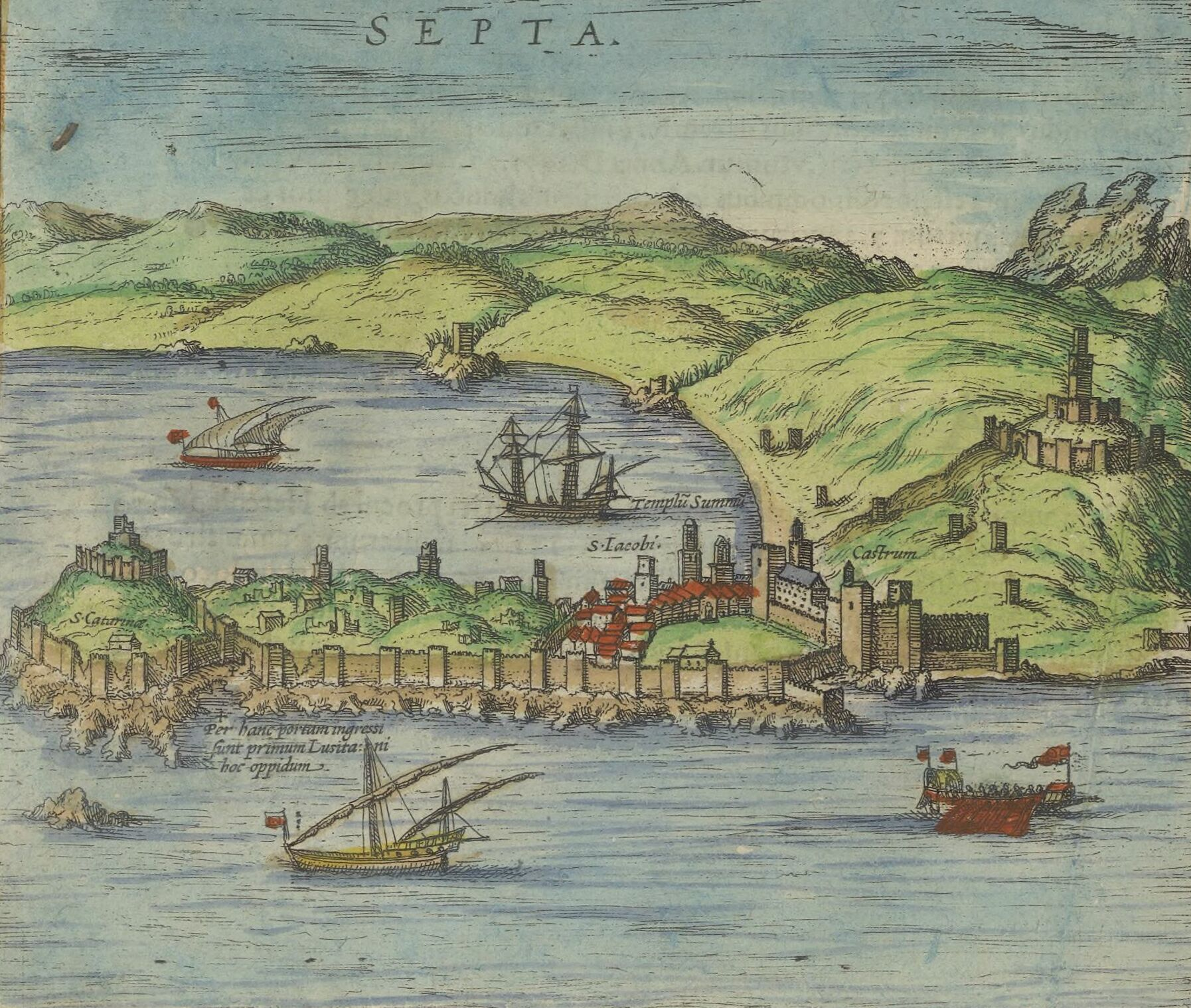
O reprezentare a Ceutei din 1572
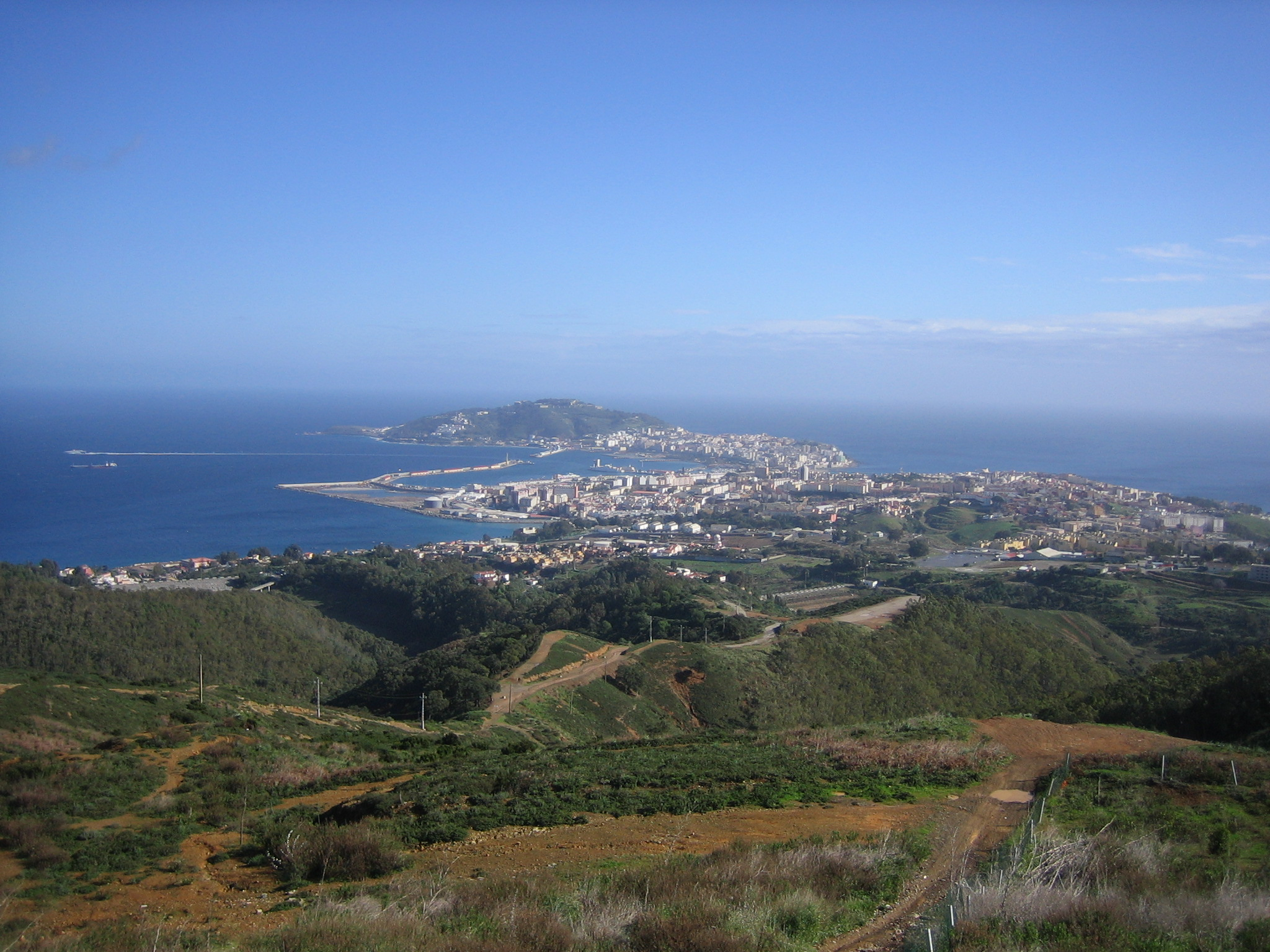
Vedere dinspre hotarul cu Maroc
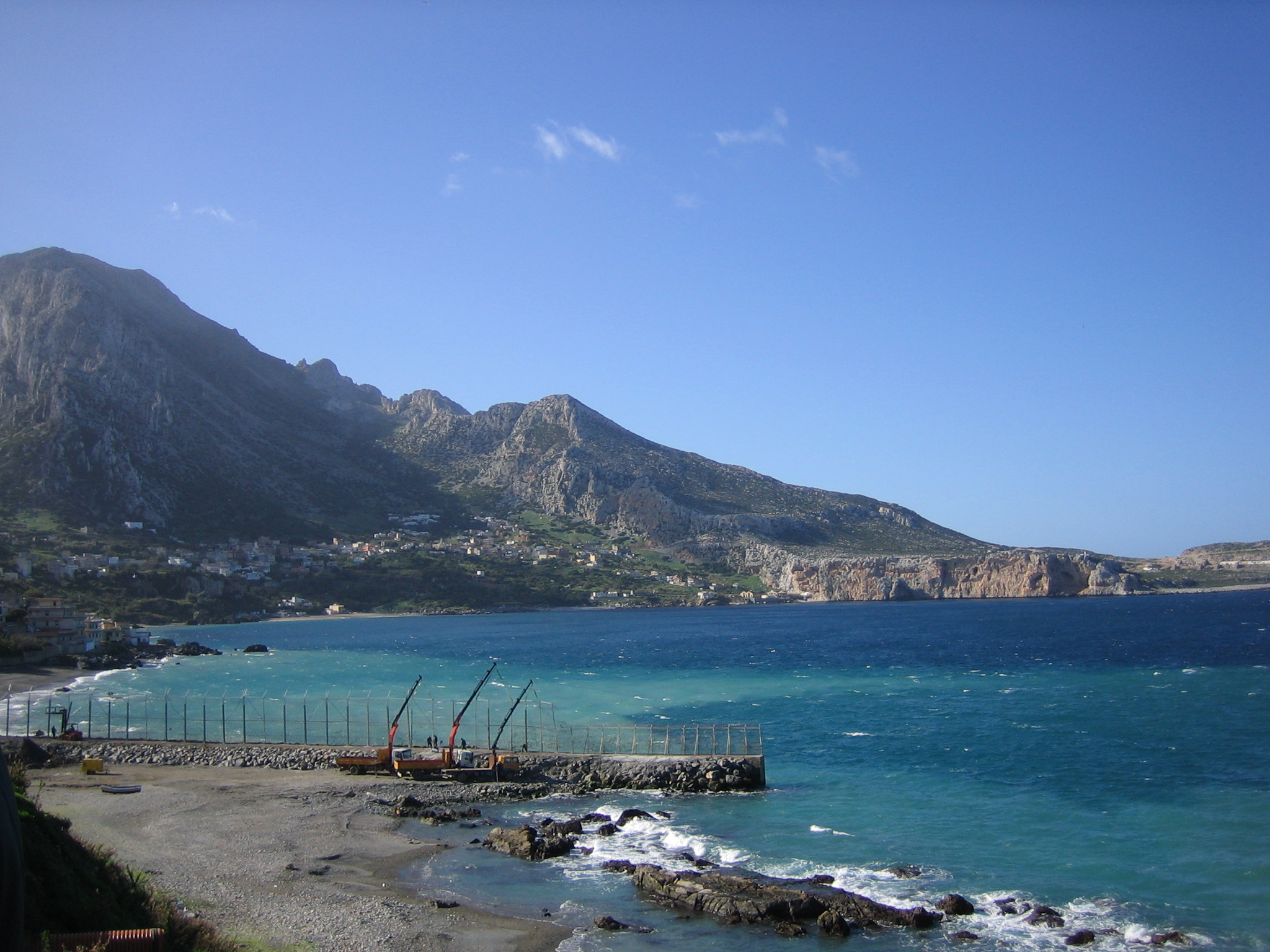
Construcția unui gard de protecție pentru a stopa imigrația ilegală